# Reserva Nacional de Caça del Freser-Setcases
La Reserva Nacional de Caça del Freser-Setcases te 20.200 ha situades als Pirineus, concretament a la comarca del Ripollès. Al nord limita amb França.
Es va declarar originalment per la Llei 37/1966, del 31 de maig de l’estat espanyol, per a fomentar, conservar i protegir les espècies cinegètiques que hi vivien per permetre’n, posteriorment, el seu aprofitament.
L'àrea de la RNC inclou l'espai d'interès natural (EIN) de les capçaleres del Ter i el Freser(any 1992). Posteriorment, l'any 2015, en aquesta mateixa zona es va declarar el Parc Natural de les Capçaleres del Ter i del Freser.

## Fauna cinegètica
Quan es va crear la Reserva, el 1966, la població d'isards no arribava als 100 individus. L’objectiu inicial va ser millorar la densitat de la població, estructurar la població per edats i sexes, i millorar la qualitat dels trofeus. Els cens de l'estiu de l’any 2009 s’hi van comptabilitzar un total de 3.172 individus.
Altres espècies d'ungulats presents a la reserva són el senglar, el cabirol i el mufló. El cabirol s'havia extingit i va ser reintroduït a Catalunya finals del segle xx. El mufló és una espècie al·lòctona que es va introduir al vessant francès dels Pirineus per motius cinegètics. La gestió d'aquesta espècie té com a objectiu conèixer la seva població i determinar la quantitat d'individus que caldrà caçar per mantenir una població baixa que no provoqui conflictes de competència amb altres ungulats, com ara l'isard, ni danys a l'agricultura.